# Jüdischer Friedhof (Kröpelin)

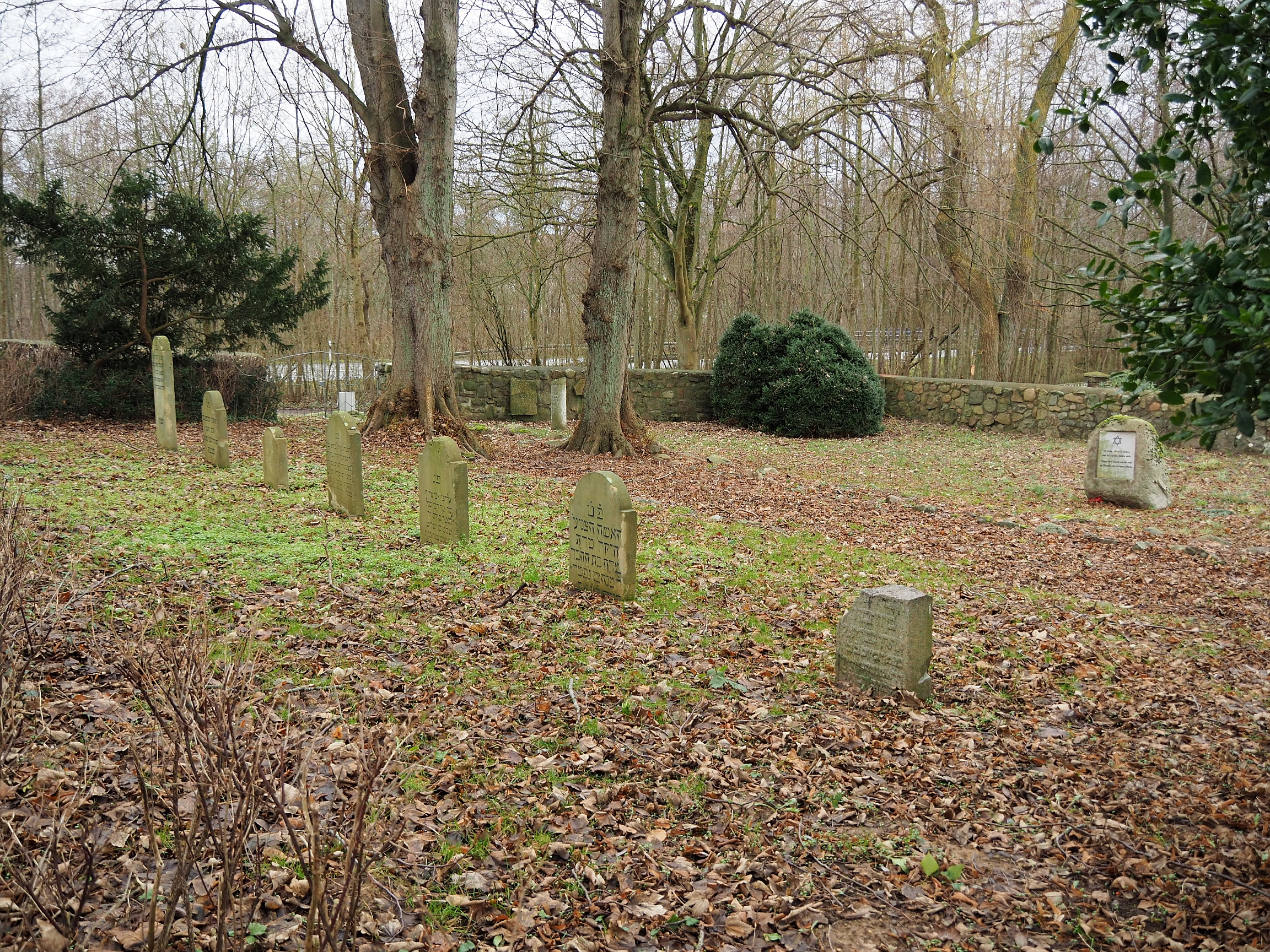
Gelände des jüdischen Friedhofs in Kröpelin (2023)

Der Jüdische Friedhof Kröpelin liegt in der Stadt Kröpelin im Landkreis Rostock in Mecklenburg-Vorpommern. Auf dem am nordöstlichen Rand der Stadt und in direkter Nähe zur heutigen B 105 gelegenen jüdischen Friedhof sind mehrere Grabsteine und Grabsteinfragmente erhalten. Der Friedhof liegt 350 Meter östlich des Städtischen Friedhofs und ist ein geschütztes Baudenkmal. Er ist von einer Feldsteinmauer umgeben.

## Geschichte
Seit Ende des 18. Jahrhunderts siedelten wieder Juden in Kröpelin und die ortsansässige Gemeinde wuchs in der darauffolgenden Zeit. Bis zur Eröffnung des Friedhofs in Kröpelin im Jahr 1821, wurden die Toten der jüdischen Gemeinde Kröpelin in Neubukow beigesetzt. Seitdem nutzte auch die jüdische Gemeinde in (Bad) Doberan den Friedhof in Kröpelin für Bestattungen, da diese keinen eigenen Friedhof besaß.
Ab 1867 sank die Zahl der Gemeindemitglieder in Kröpelin, wie in vielen mecklenburgischen Kleinstädten in dieser Zeit. In der Folge schlossen sich die jüdischen Gemeinden Kröpelin und Doberan um 1870 zusammen. Die Zahl der ortsansässigen Gemeindemitglieder nahm jedoch weiter stetig ab, sodass die Gemeinde 1917 schließlich aufgelöst wurde und der Friedhof in des Eigentum der Israelitischen Landesgemeinde überging. Die letzte Beisetzung fand ca. 1920/21 auf dem Friedhof statt.
In der NS-Zeit wurde der Friedhof geschändet, jedoch trotz vorhandener Pläne nicht eingeebnet, sodass u. a. die Friedhofsmauer und einige Grabmale erhalten blieben.

## Nach Ende des Zweiten Weltkriegs
Zur Wendezeit 1989/90 waren noch 16 Grabsteine in unterschiedlichem Zustand vorhanden (zum Teil nur noch als Fragmente), sowie ein zu DDR-Zeiten errichteter Gedenkstein mit der Inschrift:
Im April 2010 wurde ein neuer Gedenkstein in Anwesenheit des Landesrabbiners William Wolff eingeweiht und im Mai 2012 konnte eine umfassende Restaurierung des Friedhofes abgeschlossen werden, in deren Zuge Grabsteine gesichert und die Friedhofsmauer erneuert wurde. Im Juni sowie im September 2012 wurde der Friedhof geschändet, was auch überregional Beachtung fand. In der Folgezeit wurde der Friedhof wieder hergerichtet, jedoch bereits 2013, sowie am Holocaust-Gedenktag Ende Januar 2016 kam es zu weiteren Schändungen des Ortes.